# Test de stimulation à l’ACTH
 (avril 2008).
Si vous disposez d'ouvrages ou d'articles de référence ou si vous connaissez des sites web de qualité traitant du thème abordé ici, merci de compléter l'article en donnant les références utiles à sa vérifiabilité et en les liant à la section « Notes et références ».
 (avril 2008).
Améliorez-le ou discutez des points à vérifier. 
Le test de stimulation à l’ACTH (aussi appelé le test au Synacthène) est un test médical utilisé afin d’évaluer le fonctionnement des glandes surrénales. Il est employé spécifiquement pour diagnostiquer ou exclure une insuffisance surrénalienne (la maladie d'Addison et les affections liées). Il implique une injection d'hormone adrénocorticotropique synthétique (hormone corticotrope ou ACTH) et mesure la quantité de cortisol que les glandes surrénales sécrètent dans la circulation sanguine en réponse. Non seulement il peut déceler l'insuffisance surrénalienne mais il peut également permettre d'en distinguer les causes diverses.

## Méthode
Le test de stimulation à l’ACTH (appelé aussi « test au Synacthène ») mesure la réponse des glandes surrénales ou le manque de réponse au stress en testant la quantité de cortisol (et éventuellement de 17hydroxyprogestérone (17OHP) et d'aldostérone) que celle-ci produisent après avoir été stimulées par un analogue synthétique de l’ACTH appelé le tétracosactide et qui est formé de ses 24 premiers acides aminés. Une prise de sang est réalisée avant le test pour déterminer le niveau de base de cortisol (et éventuellement la concentration d'ACTH, de 17hydroxyprogestérone (17OHP) et d'aldostérone sérique de base). Après administration par injection d'ACTH synthétique ou Synacthène, le sang est prélevé à 30 minutes, parfois 45 minutes, et à 60 minutes. Avec une fonction surrénale saine, la concentration de cortisol doit doubler (passant d'environ 25 à 50 µg/dl) dans ce même délai. La plupart des patients ne ressentent rien pendant et après le test, mais des rougeurs, de l’anxiété et des nausées sont possibles.
Remarque : si le patient est sous corticothérapie, il convient de stopper les corticoïdes au moins 48 h avant l'injection.

### Protocole type
Dose injectée
- Adulte : 0,25 mg de Synacthène (une ampoule).
- Enfant : 0,25 mg/m2 de surface corporelle (sans dépasser 0,25 mg).

Conditions de prélèvement
- Sujet à jeun depuis douze heures, au repos depuis 30 minutes et durant le déroulement de l'épreuve.
- Prélèvement (tube sec ou tube EDTA) au temps T (8 h du matin).
- Injection IM (intramusculaire) ou IV (intraveineuse) de la dose appropriée de Synacthène.
- Prélèvements (tube sec ou tube EDTA) aux temps T + 30 et T + 60 min (et parfois T + 45 min) après l'injection de Synacthène.

## Interprétation
Chez les individus en bonne santé, le niveau de Cortisol de base (T0) est supérieur à 30 ng/dl (il peut être beaucoup plus élevé en cas d'épisode de « stress » (infection récente, opération chirurgicale, traumatisme)). Celui-ci doit au moins doubler à 60 minutes.
Avec l'insuffisance surrénalienne primaire (défaut de synthèse de cortisol par les surrénales), le niveau de base de cortisol est habituellement bas (<20 ng/dl). Si l'essai de stimulation par l'ACTH ne permet pas de doubler le niveau de cortisol cela peut être en faveur d'une insuffisance surrénalienne primaire.
En cas d'insuffisance surrénalienne secondaire (défaut de production d'ACTH), le cortisol de base peut doubler, tripler, quadrupler ou plus (des taux multipliés par 13 ont été rapportés) depuis une valeur initiale basse. Ces exemples illustrent à quel point le test de stimulation d'ACTH peut être extrême. La plupart des cas d'insuffisance surrénalienne secondaire doublent ou triplent seulement et habituellement débutent avec une valeur de base de cortisol d'au moins 10 ng/dl. Le cortisol de base peut être très bas en raison du manque d’ACTH. Si la sécrétion d’ACTH a été très faible ou nulle pendant assez longtemps, la production surrénale de cortisol peut s’atrophier, et ainsi ne plus s'élever lors d'une stimulation par le Synathène avec des taux d'ACTH sériques dans la moitié inférieure de la norme.
Le test à l'ACTH est généralement la dernière indication permettant de conclure à une insuffisance surrénalienne, son interprétation doit tenir compte du taux de Cortisol de base mais aussi si besoin du dosage sérique de l'ACTH (10–60 ng/L) afin de distinguer les insuffisances surrénaliennes primaires et secondaires.
Une réponse insuffisante lors du test au Synacthène affirme l’insuffisance surrénale.
Une réponse normale élimine une insuffisance surrénale périphérique (Maladie d’Addison). Cependant le test au Synacthène peut être faussement normal (10 % des insuffisances corticotropes. En cas de forte suspicion, il faut alors compléter l’exploration par un test à la Métopirone ou une hypoglycémie insulinique.

## Méthode et interprétation du test de stimulation pour l’aldostérone
Le test de stimulation à l'ACTH est occasionnellement utilisé pour stimuler la production de l’aldostérone en même temps que le cortisol afin d’aider à déterminer s’il s’agit d’hypoaldostéronisme primaire (hyperreninemic) ou secondaire (hyporeninemic) présente avec l’insuffisance surrénalienne. L'ACTH naturel humain a un faible effet sur l’aldostérone, mais la quantité d'ACTH synthétique donnée dans la stimulation est équivalente à plus d’une journée entière de production d’ACTH, ainsi la réponse d'aldostérone peut être facilement mesurée. Comme le cortisol, l’aldostérone devrait doubler en partant d’une valeur de base suffisante (autour de 20 ng/dl, il est nécessaire d’éviter le sel pendant 24 heures et de se tenir droit pendant la prise de sang).
Dans l'insuffisance surrénalienne primaire, la valeur de base de l'aldostérone sera plus basse (la dizaine ou moins) et augmentera jusqu’à moins de la moitié de la valeur de base. Si l'aldostérone double ou plus depuis une valeur initiale basse, cela suggère que l’hypoaldostéronisme secondaire ainsi que la stimulation de cortisol peut aider à supporter le diagnostic d’insuffisance surrénalienne secondaire.
Dans l’hypoaldostéronisme secondaire, la production d'aldostérone peut augmenter depuis une valeur initiale basse due à plusieurs facteurs. Le décuplement d'aldostérone dans le test de stimulation à l'ACTH est possible(ex. : 2 ng/dl porté à 20). Comme la stimulation de cortisol, beaucoup de médecins manquent de connaissance pour interpréter correctement l’hypoaldostéronisme secondaire et pensent que ce résultat est optimal. Le doublement ou quadruplement d'une valeur initiale basse d'aldostérone est ce qui est habituellement constaté dans les cas d'insuffisance surrénalienne secondaire.

## Tableau de diagnostic simplifié
| Source de la pathologie        | CRH    | ACTH  | DHEA  | DHEA-S | cortisol | aldostérone | rénine | Na    | K       | Causes5 |
| hypothalamus (tertiaire)1      | basse  | basse | basse | basse  | basse3   | basse       | haute  | basse | normale | tumeur bénigne de l'hypothalamus (adénome), anticorps, environnement, blessure à la tête                                       |
| glande pituitaire (secondaire) | haute2 | basse | basse | basse  | basse3   | basse       | basse  | basse | basse   | tumeur bénigne de la glande pituitaire (adénome), anticorps, environnement, blessure à la tête, ablation6, syndrome de Sheehan |
| glandes surrénales (primaire)7 | haute  | haute | haute | haute  | basse4   | basse       | haute  | basse | haute   | tumeur bénigne des glandes surrénales (adénome), stress, anticorps, environnement, maladie d'Addison, blessure, ablation       |

| 1 | Inclut automatiquement le diagnostic secondaire (hypopituitarisme) |
| 2 | Seulement si la production de CRH par l'hypothalamus est intacte   |
| 3 | La valeur double ou plus après stimulation                         |
| 4 | La valeur est moins du double après stimulation                    |
| 5 | Les plus communes, n'inclut pas toutes les causes possibles        |
| 6 | Généralement à cause d'une très grosse tumeur (macro-adénome)      |
| 7 | Inclut la maladie d'Addison                                        |